# HD159877
HD159877 — хімічно пекулярна зоря спектрального класу A7, що має видиму зоряну величину в смузі V приблизно  5,9.
Вона  розташована на відстані близько 2673,4 світлових років від Сонця.

## Фізичні характеристики
Зоря HD159877 обертається 
порівняно повільно 
навколо своєї осі. Проєкція її екваторіальної швидкості на промінь зору становить  Vsin(i)= 44км/сек.